# ISC-licensen
ISC-licensen er en fri/open source software licens skrevet af Internet Systems Consortium (ISC). Licensen er funktionelt lig 2-klausul BSD-licensen (også kendt som »FreeBSD-licensen« eller »den simplificerede BSD-licens«), men sproget er simplificeret. Siden 2003 har ISC-licensen været OpenBSD-projektets foretrukne software licens. Licensen er godkendt som fri/open source af Free Software Foundation og Open Source Initiative.
Licensen ser ud som følger:

Copyright (c) 4-digit year, Company or Person's Name

Permission to use, copy, modify, and/or distribute this software for any purpose with or without fee is hereby granted, provided that the above copyright notice and this permission notice appear in all copies.

THE SOFTWARE IS PROVIDED "AS IS" AND THE AUTHOR DISCLAIMS ALL WARRANTIES WITH REGARD TO THIS SOFTWARE INCLUDING ALL IMPLIED WARRANTIES OF MERCHANTABILITY AND FITNESS. IN NO EVENT SHALL THE AUTHOR BE LIABLE FOR ANY SPECIAL, DIRECT, INDIRECT, OR CONSEQUENTIAL DAMAGES OR ANY DAMAGES WHATSOEVER RESULTING FROM LOSS OF USE, DATA OR PROFITS, WHETHER IN AN ACTION OF CONTRACT, NEGLIGENCE OR OTHER TORTIOUS ACTION, ARISING OUT OF OR IN CONNECTION WITH THE USE OR PERFORMANCE OF THIS SOFTWARE.